# Невена Наумчев
Невена Наумчев (рођена 10. јула 1999. године у Крагујевцу) је српска кошаркашица која игра на позицији бека и тренутно наступа за Црвену звезду. Са Црвеном звездом је освојила пет титула првака Србије и четири национална купа.

## Каријера
У Црвеној звезди је стекла потпуну афирмацију. Са клубом је освајила Куп Милана Циге Васојевића 2017. године. Након тога је освојила две националне титуле са Црвеном звездом, од које она 2018. 30. клупска национална титула чиме је ушла у историју клуба.

### Репрезентација
Новембра 2016. године је од селекторке Марине Маљковић позвана у сениорску репрезентацију Србије иако јој је било свега 17 година.